# 羅生門 (鍾乳洞)

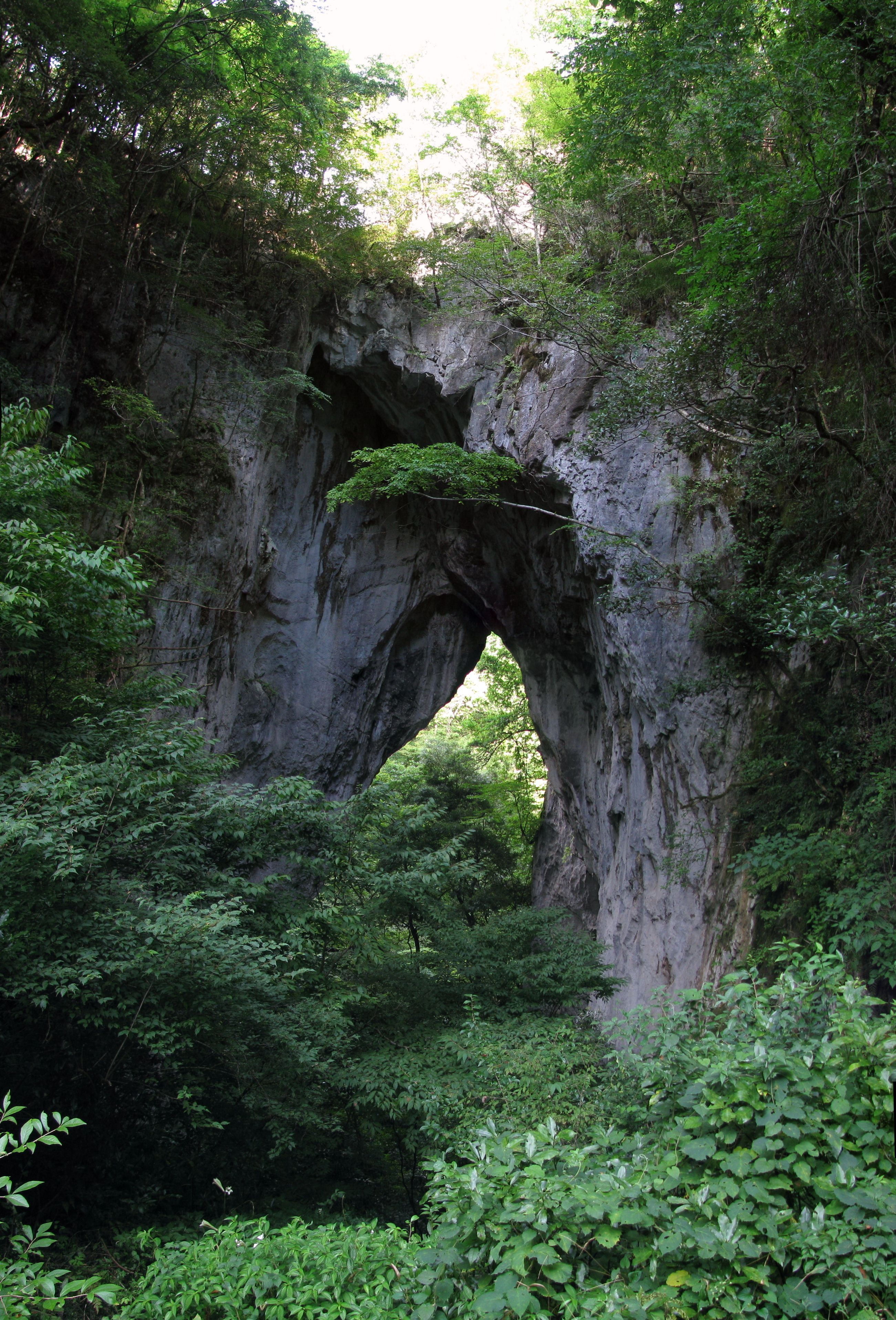
羅生門第一洞（2010年8月7日）

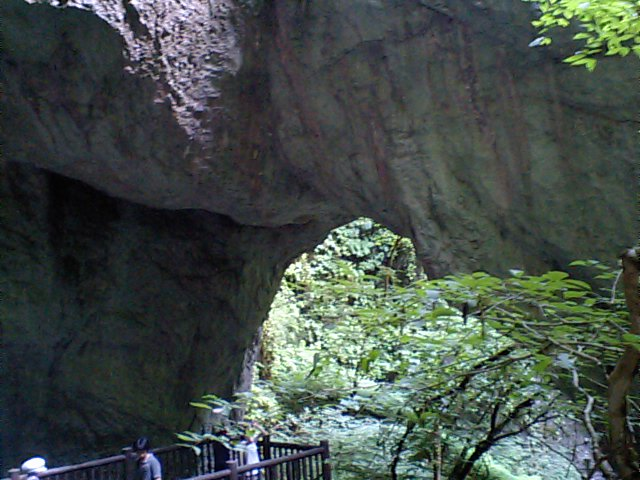
羅生門第三洞内の展望台

羅生門（らしょうもん）は、岡山県新見市草間にある、陥没ドリーネ群中の巨大な天然橋と鍾乳洞である。
多数の鍾乳洞やドリーネの点在するカルスト地形の広がる、阿哲台と呼ばれる標高約400メートルのカルスト台地上に位置しており、1930年（昭和5年）8月25日に国の天然記念物に指定され、2007年には、日本の地質百選にも選定された。
また、映画八つ墓村公開当時に作られたポスターのひとつに、作中に出てくる落武者がこの羅生門をバックにして撮影されたものがある。

## 概要
鍾乳洞の天井が陥没し、残った部分が天然橋になったもので、第一門から第四門まである。第一門付近では岩石崩落の危険もあるので注意が必要である。
第一門は高さ38m、幅17mのアーチ状の天然橋で、他とは独立しており、上部を通行できる。第二門と第三門は一体に連結していて、洞口を三つ有する一つのカルストトンネルとも言える。第四門は吸い込み穴型の長大な鍾乳洞で、約300m奥の最奥部は地底湖になっている。
第二門から第四門までが一体に連結している一つのカルストトンネルで、第四門の奥に吸い込み穴の羅生門第一洞があるとした記述もある。落石や西日本豪雨の影響により、現在は第一門しか見ることができない。